# Régime d'humidité udique

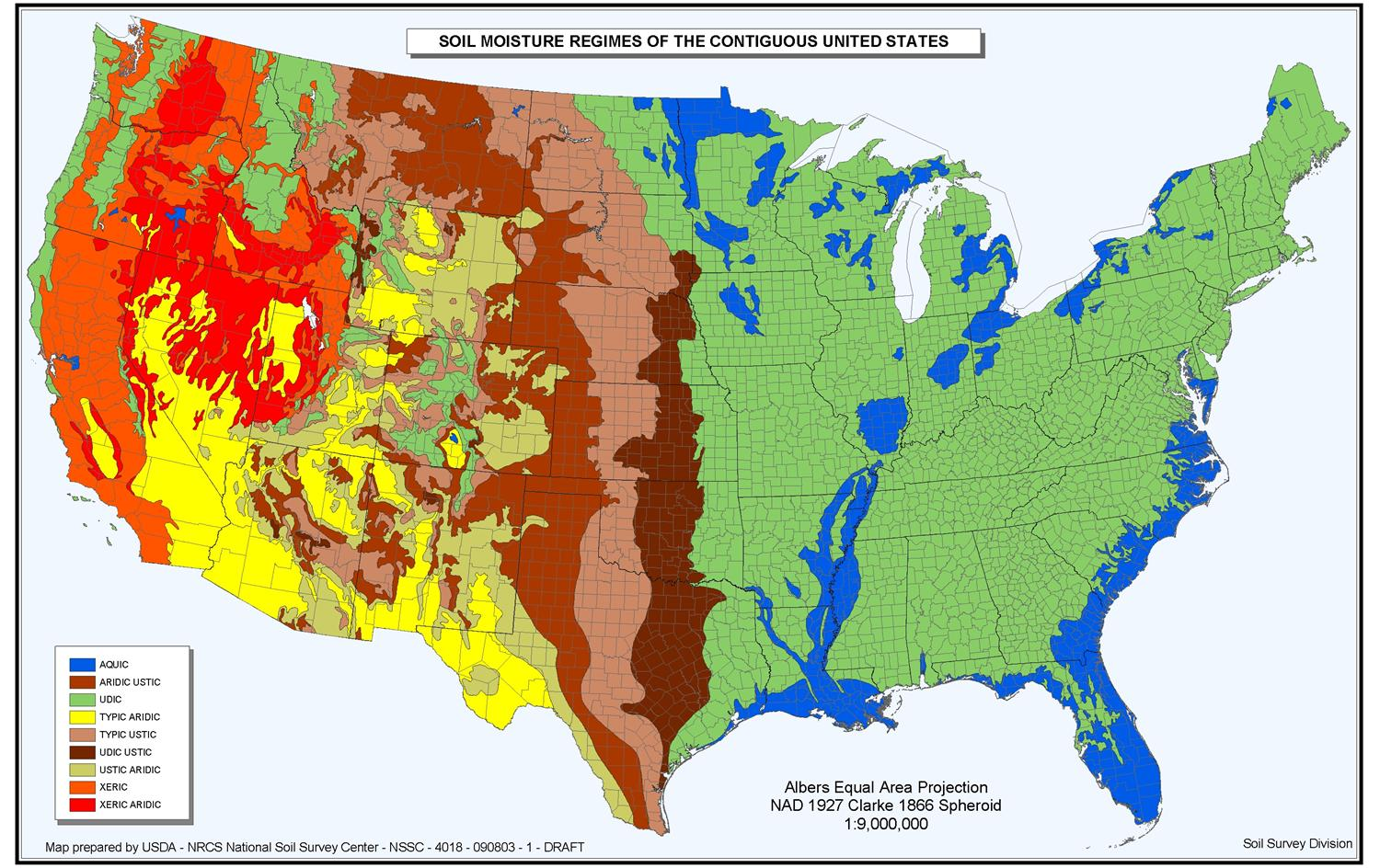
Carte de distribution des régimes d'humidité du sol des États-Unis. Udic en vert

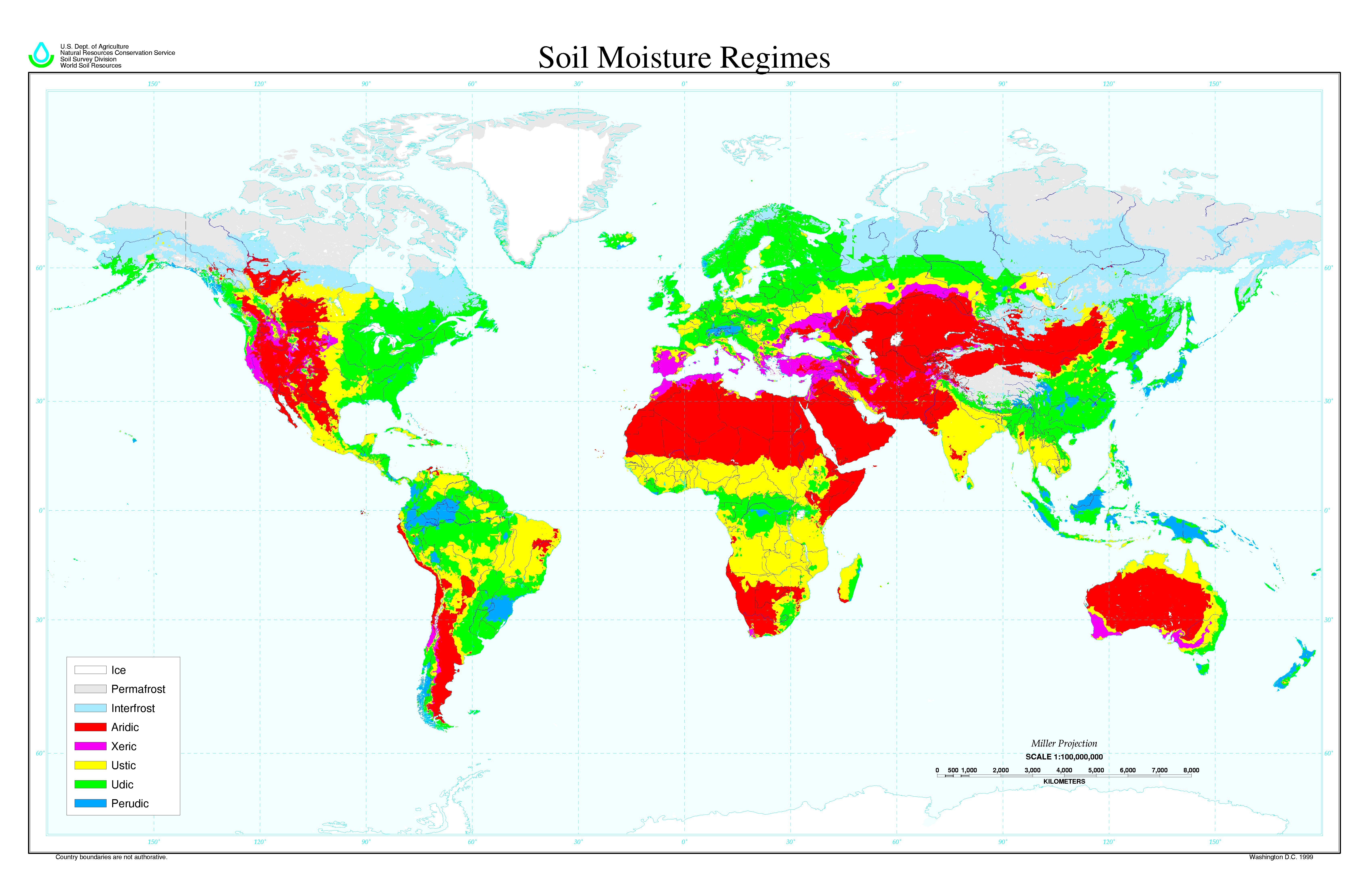
Carte de répartition mondiale des régimes d'humidité du sol. Udic en vert

Le régime d'humidité udique (en anglais udic, du latin udus mouillé) dans la Taxonomie des sols de l'USDA est commun aux sols des climats humides qui ont des précipitations bien réparties ou qui ont suffisamment de pluie en été pour que la quantité d'humidité stockée et les précipitations soient approximativement égales ou supérieures à la quantité d'évapotranspiration. L'eau percole à travers le sol à un moment donné dans la plupart des années.
Certains sous-ordres du sol, tels que udalf (alfisol) et udept (inceptisol), ont un régime d'humidité udique.
Les régimes de sols sont directement liés à l'utilisation agricole du sol et à la croissance des cultures. Les sols à régimes d'humidité udic ont une humidité suffisante pour les cultures. Les cultures peuvent être cultivées dans le régime d'humidité udic sans irrigation.